# Percivall Pott
Percivall Pott, född den 6 januari 1714 i London, död där den 22 december 1788, var en engelsk kirurg.
Pott blev 1749 kirurg vid Saint Bartholomews Hospital i London och kvarstod som sådan till 1787. Hans arbeten över behandlingen av kroniska ledgångsinflammationer, av hydrocele, av bråck, av tår- och ändtarmsfistlar med mera är av grundläggande värde. En upplaga av Potts samlade Chirurgical Works utkom 1775 (flera upplagor).